# Тост із каєю
Тост із каєю — страва, що складається з двох скибочок тосту з маслом та каєю (кокосовим варенням), які зазвичай подають разом із кавою та некрутими яйцями. У Сінгапурі цю страву зазвичай їдять на сніданок. Вона інтегрувалася до культури копі тіам (кав'ярні) країни, бувши широко доступною в місцевих мережах харчування, таких як Ya Kun Kaya Toast, Killiney Kopitiam і Breadtalk's Toast Box.